# Huayllamarca
Huayllamarca es una localidad y municipio de Bolivia, capital de la provincia de Nor Carangas en el departamento de Oruro.
Fue designada como capital de la nueva provincia de Nor Carangas, por Ley de 26 de septiembre de 1990 durante el gobierno del presidente Jaime Paz Zamora, al crearse la nueva provincia.

## Demografía
De acuerdo con el censo boliviano de 2024, la población del municipio de Huayllamarca es de 5 980 habitantes.
La población del municipio aumentó en una quinta parte entre 1992 y 2024, mientras que la población de la localidad ha aumentado aproximadamente la mitad entre 1992 y 2012:
| Año  | Habitantes (municipio) | Habitantes (localidad) | Fuente |
| ---- | ---------------------- | ---------------------- | ------ |
| 1992 | 4.900                  | 267                    | Censo  |
| 2001 | 5.790                  | 439                    | Censo  |
| 2012 | 5.502                  | 352                    | Censo  |
| 2024 | 5.980                  |                        | Censo  |

## Transporte
Huayllamarca se ubica a 121 kilómetros por carretera al noroeste de Oruro, la capital del departamento.
Desde Oruro, la carretera asfaltada Ruta 1 conduce al norte hacia Caracollo y La Paz. Cinco kilómetros más allá de Oruro, una carretera rural sin asfaltar se bifurca hacia el noroeste y cruza el río Desaguadero después de otros 44 km. Desde aquí el camino se dirige al suroeste por La Joya y Lajma y luego de 42 kilómetros llega a Chuquichambi. Aquí una calle se bifurca hacia el noroeste y después de 30 kilómetros conduce a Huayllamarca.